# ديميتري ماكوفسكي
ديميتري ماكوفسكي (بالروسية: Маковский, Дмитрий Сергеевич)‏ هو لاعب كرة قدم روسي، ولد في 18 مارس 2000 في يكاترينبورغ في روسيا.

## وصلات خارجية
- ديميتري ماكوفسكي على موقع قاعدة بيانات كرة القدم.إي يو (الإنجليزية)
- ديميتري ماكوفسكي على موقع Soccerway.com (الإنجليزية)
- ديميتري ماكوفسكي على موقع عالم كرة القدم.نت (الإنجليزية)